# Louis Fischer
Louis Fischer (29 de febrero de 1896-15 de enero de 1970) fue un periodista judío-americano. Entre sus obras se cuentan su contribución al libro colectivo The God That Failed (1949), escrito en colaboración con otros prominentes excomunistas (Arthur Koestler, Ignazio Silone, Stephen Spender y Richard Wright), una vida del Mahatma Gandhi, escrita en 1950, a partir de la cual se escribió el guion de la película Gandhi, ganadora del Oscar de 1982, así como una vida de Lenin, que ganó el National Book Award de Historia y Biografía de 1965.

## Biografía

### Primeros años
Louis Fischer, era hijo de un vendedor de pescado y nació en Filadelfia el 29 de febrero de 1896. Después de estudiar en la Escuela de Pedagogía de Filadelfia entre 1914 y 1916, empezó a trabajar como maestro de escuela.
En 1917 Fischer se unió a la Legión Judía, una organización militar judía activa en Palestina. A su regreso a los Estados Unidos, Fischer empezó a trabajar en una agencia de prensa de la ciudad de Nueva York y se unió a Bertha "Markusha" Mark. En 1921 Bertha empezó a trabajar en Berlín y Fischer se reunió con ella unos meses más tarde como corresponsal del New York Evening Post para Europa. Al año siguiente se trasladó a Moscú y se casó con Bertha. En 1923 nació su primer hijo, George, y un año más tarde el segundo, Victor, mientras Fisher iniciaba su colaboración con The Nation.
Mientras residió en la Unión Soviética, Fischer publicó varios libros, entre ellos Oil Imperialism: The International Struggle for Petroleum (1926) y The Soviets in World Affairs (1930).
En 1934 el escritor estadounidense Max Eastman criticó a Fischer por su estalinismo en un capítulo llamado "The 'Revolution' of April 23, 1932" de su libro Artists in Uniform.
Fischer cubrió también la Guerra Civil Española y durante un tiempo fue miembro de las Brigadas Internacionales que combatían contra el alzamiento del general Francisco Franco. En 1938 regresó a los Estados Unidos y se estableció en Nueva York. Continuó trabajando para The Nation y escribió su autobiografía, Men and Politics (1941).
Fischer abandonó The Nation en 1945, después de una disputa con la editora Freda Kirchwey, acerca del sesgo favorable a Stalin de la información suministrada por la revista. Aunque nunca había sido miembro del Partido Comunista de EE. UU. su desilusión del comunismo sí se reflejó en su contribución a The God That Failed (1949). Fischer comenzó a escribir para revistas liberales anticomunistas, como The Progressive. Además, hasta su muerte el 15 de enero de 1970, dio clases en la Universidad de Princeton sobre la Unión Soviética.

### Negación de la hambruna soviética de 1932–33
Fischer viajó a Ucrania en octubre y noviembre de 1932, como corresponsal de The Nation, y quedó alarmado por lo que vio. Escribió: "En las regiones de Poltava, Vinnitsa, Podolsk y Kiev las condiciones van a ser difíciles… Creo que no hay hambre en ningún lugar de Ucrania, por ahora. Después de todo sólo acaba de recogerse la cosecha, aunque fue una mala cosecha."
Inicialmente crítico con el programa soviético de compras de grano, ya que originaba los problemas de alimentación, hacia febrero de 1933 Fischer adoptó el punto de vista oficial del gobierno soviético, que atribuía el problema a nacionalistas ucranianos contrarrevolucionarios y "saboteadores". Parecía que "pueblos enteros" habían sido "contaminados" por tales individuos, de tal forma que hubo que deportarlos a "campos de explotación forestal y a zonas mineras en áreas lejanas, que justo están ahora entrando en una etapa pionera de colonización." El Kremlin se vio obligado a tomar estas medidas, escribió Fischer, pero sin embargo los soviéticos estaban aprendiendo a gobernar sabiamente.
Fischer estaba dando una gira de conferencias por los Estados Unidos cuando se publicó el famoso artículo de Gareth Jones sobre la hambruna. Hablando una semana más tarde a un público universitario en Oakland, California, Fischer declaró enfáticamente: "No hay hambruna en Rusia." Pasó la primavera de 1933 haciendo campaña por el reconocimiento diplomático estadounidense de la Unión Soviética. Como los rumores de una hambruna en la URSS se propagaron por los Estados Unidos, Fischer negó enérgicamente las noticias.

### La nota de Fischer sobre Subhas Bose
En enero de 2009, con ocasión del centésimo duodécimo aniversario del nacimiento del líder nacionalista indio Subhas Chandra Bose, el embajador de Italia en la India, Alessandro Quaroni, declaró que no tenía sentido continuar investigando si Bose murió o no en un accidente aéreo, en agosto de 1945. En una comunicación emitida en contra de esta observación, la organización Mission Netaji, asociación sin ánimo de lucro con sede en Delhi, afirmó que había pruebas de que Bose no murió en un accidente de avión. La nota de Mission Netaji aludía a una nota de Louis Fischer, conservada en la Biblioteca de la Universidad de Princeton. La nota cita al exembajador italiano Pietro Quaroni, padre de Alessandro Quaroni, atribuyéndole la opinión de que la noticia de la muerte accidental de Bose no era cierta. Fischer había conocido a Pietro Quaroni en Moscú, en noviembre de 1946, y lo citaba diciendo que era posible "que Bose siguiera vivo". Quaroni había dicho a Fischer que Bose no quería caer en manos de los británicos, por lo que difundió el falso rumor de su muerte.

## Advertencia
Este artículo deriva de la traducción de Louis Fischer de Wikipedia en inglés, publicada por sus editores bajo la Licencia de documentación libre de GNU y la Licencia Creative Commons Atribución-CompartirIgual 3.0 Unported.

## Trabajos
- Oil Imperialism: The International Struggle for Petroleum (1926)
- The Soviets in World Affairs (1930)
- The War in Spain (1937)
- Men and Politics (autobiografía) (1941)
- Gandhi & Stalin. (1947)
- The God that Failed (contribución) (1949)
- The Life of Mahatma Gandhi (1950)
- Stalin (1952)
- The Essential Gandhi (editor) (1962).
- The Life of Lenin (1964).
- Russia's Road from Peace to War (1969)